# Aphanophleps vinosaria
Aphanophleps vinosaria là một loài bướm đêm trong họ Geometridae.